# Gaius Cestius Gallus (Suffektkonsul 42)
Gaius Cestius Gallus († 67 in Syrien) aus der plebejischen gens Cestia war ein römischer Senator des 1. Jahrhunderts n. Chr.
Der Sohn des gleichnamigen Konsuls (35 n. Chr.) war Suffektkonsul im Jahr 42. Ab dem Jahr 63 war er Statthalter (legatus Augusti pro praetore) der Provinz Syria, zunächst ohne den Oberbefehl über die dort stationierten Truppen, die weiterhin Gnaeus Domitius Corbulo unterstellt blieben.
66 versuchte Cestius Gallus, mit den Legionen, die er inzwischen erhalten hatte, gewaltsam die Auseinandersetzung in Iudaea zu beenden, wo der Prokurator Gessius Florus in einen Konflikt mit der jüdischen Bevölkerung geraten war, aus dem sich der Jüdische Krieg entwickelte. Cestius Gallus war jedoch gezwungen, die Belagerung Jerusalems abzubrechen, und erlitt bei seinem Rückzug große Verluste.
Im folgenden Jahr starb er in seiner Provinz; sein Nachfolger als Statthalter wurde Gaius Licinius Mucianus, während der spätere Kaiser Vespasian Befehlshaber zur Niederschlagung des jüdischen Aufstands wurde.